# Claudio Monteverdi
Claudio Zuan Antonio Monteverdi (n. 15 mai 1567, Cremona, Lombardia, Italia – d. 29 noiembrie 1643, Veneția, Republica Veneția) a fost un compozitor, violonist și cântăreț italian.
Claudio Monteverdi este considerat primul reprezentat important al operei moderne. El a ajuns la un grad de popularitate neobișnuit de mare față de contemporanii săi. Operele sale apar pe toate scenele importante din lume, madrigalurile sunt de mult clasice și unele piese sacre sunt de asemenea foarte cunoscute. Mai este cunoscut sub numele de părintele operei.

## Biografie
S-a născut la Cremona, ce aparținea Ducatului Milanului, stat vasal spaniol de la 1559, după semnarea Tratatului de pace de la Cateau-Cambrésis.

## Opere muzicale

### Piese sacre
- Sacrae cantiunculae 3 v., 1582
- Madrigali spirituali 4 v., Brescia 1583
- Vespro della beata vergine da concerto composta sopra canti fermi, 1610
- Selva morale e spirituale 1641
- Messa a 4 v. et salmi a 1-8 v. e parte da cappella & con le litanie della B.V. 1650

### Piese vocale
- Canzonette 3 v., 1584
- 6 culegeri Madrigali a 5 v. 1587, 1590, 1592, 1603, 1605 , 1614
- Concerto, culegerea nr.7 Madrigali 1-4 e 6 v. 1619
- Madrigali guerrieri et amorosi ...libro 8° 1-8 v. con B.c., 1638
- Madrigali e canzonette libro 9°, 1651
- 2 culegeri Scherzi musicali 1607 u. 1632
- Lamento d'Arianna, 1623

### Piese pentru scenă
- L'Orfeo premieră Mantova 1607
- L'Arianna idem 1608
- Prolog zu L'idroppica (Guarini) idem 1608 (pierdută)
- Il ballo delle ingrate, idem 1608
- Ballett Tirsi e Clori idem 1616
- Prolog la Maddalena, idem 1617
- Le nozze di Teti e di Peleo, Mantova 1617 (pierdută)
- Andromeda, idem 1617 (pierdută)
- Lamento d'Apollo, cca. 1620 (pierdută)
- Il combattimento di Tancredi e Clorinda, Veneția 1624
- La finta pazza Licori, Mantova 1627 (pierdută)
- Armida 1627 (pierdută)
- Gli amori di Diana e di Endimione, Parma 1628 (pierdută)
- Torneo Mercurio et Marte, idem 1628 (pierdută)
- Proserpina rapita, Veneția 1630 (pierdută)
- Ballo in onore dell'Imperatore Ferdinando III, Viena 1637
- Il ritorno d'Ulisse in patria, Veneția 1640
- Le nozze d'Enea con Lavinia, Veneția 1641 (pierdută)
- Ballett La vittoria d'amore, Piacenza 1641 (pierdută)
- L'Incoronazione di Poppea, Veneția 1642 ( în două variante )